# 花蓮轉運站
花蓮轉運站位於臺灣花蓮縣花蓮市花蓮火車站站前特定區，鄰近臺灣鐵路管理局花蓮車站，為花蓮縣政府因應蘇花公路改善計畫完工後，帶來的公路運輸車潮，所興建的臨時性公車轉運站，因此初期稱為花蓮先期轉運站。

## 沿革

### 背景
臺鐵花蓮車站外為花蓮縣公路客運、市區公車之重要停靠站，因應蘇花公路改善計畫即將於2020年全線完工通車，即將再新增三條國道客運路線停靠於花蓮車站前。
花蓮縣政府考量國道客運以及市區公車新闢路線，除了路線停靠空間不足外，更因大量公共運出車輛進出花蓮車站，影響交通與旅客進出品質，因此擇定於花蓮車站旁的石頭公園改建為花蓮先期轉運站，預計將車站前所有客運停靠站整合於此。

### 施工
花蓮轉運站整體工程定名為「花蓮先期轉運站新建工程統包工程」，經縣政府向中央政府爭取新臺幣7千萬預算，獲得補助後興建，然而直到蘇花改通車啟用，縣政府對外招標卻三度流標，使北花線國道客運已開通5個月，只能繼續使用花蓮車站前既有停靠站上下車，除動線混亂外，客運業者也抱怨非常不便民，直到該年2月底轉運站工程才由承太營造有限公司以新臺幣6千653萬元得標。
2020年5月19日由縣長徐榛蔚主持動土典禮，工期預估需9個月，最快在2021年1月啟用，同年8月25日程包商進場施工。
2022年5月27日花蓮先期轉運站硬體工程完工，資訊機電工程進場施作，加上申請使用直道等相關程序，預計在需要一個月時間完成流程即可開始試營運，而配合轉運站啟用，周邊道路也將調整動線，考量大客車轉彎時影響周圍車道，因此國民八街將調整為轉運站出口並改成單行道，6月底完成國民八街路面刨鋪、裝設單行道管制號誌標示等。

### 啟用
2022年7月26日花蓮縣政府利用暑假旅遊旺季期間正式啟用先期轉運站，並利用7月至9月展開為期近兩個月的試營運工作，配合轉運站啟用，縣政府也將國聯三路及國聯四路公車專用停車格塗銷，全部整合至轉運站。
而在先期轉運站啟用試營運前一天，花蓮縣議會召開臨時會，審計室提出110年度花蓮縣總決算審核報告，年度歲出預算實現率達8成，其中先其轉運站工程的啟用進度落後達1年5個月，應加以改善。

## 設施
花蓮轉運站由於屬於臨時性先期工程，並以6年使用年限為初始設計，因此施工上採可回收再利用之結構設計施工，轉運站站體採用鋼骨構造配合金屬牆面做為平面一層樓站體之構成，外觀意象上，因鄰近臺鐵花蓮車站，因此以「樹傘挑高頂棚」意象呼應臺鐵之設計意象，站體面積約1,387平方公尺，面寬85公尺、深度9公尺、挑高6.9公尺、室內空間200坪，站內設置座椅、寄物櫃、施客服務系統、安全管制系統、水電機房等相關公共服務設施。
站外設置13個上下客月台，並有14個備用停車格，整合9家客運業者進駐，包含花蓮客運、太魯閣、華聯、興東（原鼎東客運海線營運區）、首都、台北客運、統聯、噶瑪蘭及國光等客運業者進駐，每日可服務國道客運228班次，共4,560人、公路客運185班次，共2,775人、市區公車80班次，共1,200人。

## 營運路線
花蓮轉運站目前第一月台由花蓮客運使用，第二月台、第三月台由統聯客運使用，第四月台由太魯閣客運使用，第五月台由首都客運、臺北客運使用，第六月台由葛瑪蘭客運使用，第七月台由華聯客運、興東客運使用，第八月台、第九月台、第十月台為花蓮縣境內接駁巴士（慈濟醫院、臺灣水泥）使用，第十一月台為無障礙專用月台，第十二月台、第十三月台為備用月台。
花蓮轉運站營運路線如下：

### 太魯閣客運
- 301 花蓮轉運站 ─ 東華大學
- 303 花蓮轉運站 ─ 花蓮糖廠（台灣好行縱谷花蓮線）
- 303A 花蓮轉運站 ─ 豐華再現館
- 305 花蓮轉運站 ─ 水源村
- 305A 花蓮轉運站 ─ 水源村（繞駛自強國中）

### 華聯客運
- 304 花蓮轉運站 ─ 石梯坪

### 首都客運/臺北客運
- 307 花蓮轉運站 ─ 慈濟大學 ─ 東大門夜市 ─ 花蓮轉運站

### 統聯客運
- 308 飯店接駁線（花蓮轉運站 ─ 七星潭）
- 308A 飯店接駁線（花蓮轉運站 ─ 民意社區）
- 310 花蓮轉運站 ─ 天祥
- 310A 天祥 ─ 花蓮轉運站（繞駛布洛灣）
- 311 花蓮轉運站 ─ 花蓮高商 ─ 花蓮高工 ─ 美崙
- 311A 花蓮轉運站 ─ 花蓮機場
- 1121 花蓮轉運站 ─ 光復（繞駛東華大學）
- 1122 花蓮轉運站 ─ 瑞穗
- 1128 花蓮轉運站 ─ 月眉 ─ 豐田火車站
- 1129 花蓮轉運站 ─ 太魯閣
- 1132 花蓮轉運站 ─ 崇德
- 1132A 花蓮轉運站 ─ 崇德（繞駛四維高中）
- 1133 花蓮轉運站 ─ 天祥
- 1136 花蓮轉運站 ─ 秀林
- 1139 花蓮轉運站 ─ 壽豐
- 1139B 花蓮轉運站 ─ 壽豐（繞駛四維高中）
- 1139C 花蓮轉運站 ─ 壽豐
- 1140 花蓮轉運站 ─ 靜浦
- 1140A 花蓮轉運站 ─ 靜浦（繞駛四維高中）
- 1141 花蓮轉運站 ─ 梨山（臺中市）
- 1141A 花蓮轉運站 ─ 太魯閣國家公園管理處
- 1145 花蓮轉運站 ─ 成功（臺東縣）

### 興東客運（原鼎東客運海線營運區）
- 1145 花蓮轉運站 ─ 成功（臺東縣）
- 8119 臺東轉運站（臺東縣） ─ 成功（臺東縣） ─ 花蓮轉運站

### 葛瑪蘭客運
- 1918 板橋轉運站（新北市） ─ 南港轉運站西站（臺北市） ─ 蘇澳轉運站（宜蘭縣） ─ 花蓮轉運站